# 兔平腹蛛
兔平腹蛛（学名：Gnaphosa leporina）为平腹蛛科平腹蛛属的动物。分布于欧洲、俄罗斯以及中国大陆的新疆等地，常见于草丛以及果园。该物种的模式产地在欧洲。